# Angelo Schininà
Angelo Schininà (Roma, 12 aprile 1991) è un giocatore di calcio a 5 italiano.

## Carriera

### Club
Angelo fa i suoi esordi in prima squadra con l'Acquedotto, squadra che milita in Serie B, durante questi anni si mette in mostra e entra a far parte della nazionale under 21 di calcio a 5.
Dopo alcune stagioni in Serie B, nel 2013 si trasferisce alla Lazio con la formula del prestito. Con la Lazio gioca stabilmente in Serie A ma viene impiegato spesso anche nelle giovanili, dove vince uno scudetto Under-21.

### Nazionale
Nel 2014 viene convocato per la prima volta in nazionale maggiore, esordendo il 16 settembre 2014 nel corso dell'amichevole contro la Norvegia concluso in parità per 2-2.

## Palmarès

### Competizioni giovanili
- Campionato italiano Under-21: 1

Lazio: 2013-14